# Trece (álbum de Andrés Cepeda)
Trece (estilizado como TRECE) es el octavo álbum de estudio del cantante colombiano Andrés Cepeda.
El álbum se caracteriza por una variedad de ritmos, entre el pop, urbano, tropipop, country, mariachi y rock. Asimismo, el álbum se marca como #13 de su trayectoria musical, al cual coincide en que se estrenó el día 13. El 13 de mayo de 2020, el álbum fue presentado después de su sencillo «El equivocado». Se desprenden del mismo, algunos sencillos como: «Te voy a amar», «Magia», «Déjame ir» y «El equivocado».
En este álbum, están incluidas las participaciones de Sebastián Yatra, Cali & El Dandee, Morat, Jesse & Joy y Monsieur Periné.

## Lista de canciones
| N.º | Título                                       | Duración |  |
| 1.  | «El equivocado»                              | 3:39     |  |
| 2.  | «Magia» (con Sebastián Yatra)                | 3:13     |  |
| 3.  | «Te dejo ir»                                 | 3:38     |  |
| 4.  | «Te voy a amar» (con Cali & El Dandee)       | 3:39     |  |
| 5.  | «Salvapantallas»                             | 3:06     |  |
| 6.  | «Déjame ir» (con Morat)                      | 3:53     |  |
| 7.  | «Mil maneras de morir» (con Monsieur Periné) | 3:29     |  |
| 8.  | «Infinito» (con Jesse & Joy)                 | 3:22     |  |
| 9.  | «Un pacto»                                   | 3:25     |  |
| 10. | «Me cuesta tanto»                            | 3:34     |  |
| 11. | «Para extrañarte»                            | 3:04     |  |
| 12. | «Salvapantallas»                             | 3:06     |  |